# André Gonçalves
André Gonçalves (nacido en el siglo XV - fallecido en el siglo XVI) fue un marino y explorador portugués que es recordado por haber participado en las primeras expediciones de exploración de Brasil. Según algunos historiadores iba al mando de una de las naves de suministro que acompañaban a Pedro Alvares Cabral en una de las armadas de la India que accidentalmente descubrió Brasil en 1500 y según otros iba al mando, al año siguiente, 1501, de una flota de tres barcos para la exploración del litoral brasileño, aunque otros atribuyen ese mando a Nuno Manoel, Fernando de Noronha, Gonçalo Coelho y Gaspar de Lemos. Lo que si se sabe de cierto es que en esa expedición de exploración de 1501 participó Américo Vespucio, que dejó por escrito un diario completo del viaje (ese viaje es conocido como Tercer viaje de Vespucio).

## La exploración de la costa brasileña
Basándose en la información del viaje de Pedro Alvares Cabral, que había descubierto el Brasil el 22 de abril de 1500 —y que volvió a la mar, sin descender hacia el sur por el litoral del continente— se armó una nueva expedición portuguesa que partió de Lisboa, del río Tajo, el 10 de mayo de 1501 con la clara intención de explorar ampliamente la costa de Brasil. Se cree que Gonçalves podría haber ido al mando de una de las naves de suministro de esa primera expedición de Cabral, que comandaba una de las llamada armadas de la India en la que participaban 13 naves y 1500 hombres, y que podría haber sido el encargado de regresar a Portugal con la noticia (según otras fuentes, ese mando habría recaído en Gaspar de Lemos).
Algunos historiadores atribuyen a Gonçalves el mando de esa nueva expedición de 1501, realmente la primera de exploración de la costa de Brasil, que constaba de tres barcos y que llevaba consigo al navegante italiano Américo Vespucio, a cargo de la asistencia técnica de la expedición. Ese mando se atribuye a otros navegantes, como Nuno Manoel, Fernando de Noronha, Gonçalo Coelho y Gaspar de Lemos.
La expedición se componía de tres naves que llegaron a la costa brasileña el 7 de agosto de 1501, anclando en la latitud 5°3'41"S, frente al lugar que ahora se llama Arraial do Marco, ubicado en la esquina de la costa del estado de Río Grande del Norte, distante unas 45 millas del cabo de São Roque, según describieron en sus escritos.
A partir de ahí, decidieron ir rumbo al sur, haciendo sondeos, trazando cartas y roteiros, y bautizando los principales accidentes litorales según la costumbre de darles el nombre del día en que se descubrieron según el santoral cristiano: cabo de São Roque (16 de agosto), cabo de Santo Agostinho (28 de agosto), río São Francisco (4 de octubre), bahía de Todos los Santos (1 de noviembre), bahía de Santa Luzia (13 de diciembre), cabo de São Tomé (21 de diciembre), Río de Janeiro (1 de enero de 1502, en realidad la bahía de Guanabara que confundieron con un río), Angra dos Reis (6 de enero), São Sebastião (20 de enero), río São Vicente (22 de enero) y, finalmente, Cananéia, último punto de la costa establecido por Vespucio.
Se sabe, sin embargo, según por la primera carta del explorador italiano, que la flota llegó hasta un punto de latitud 32ºS, en las cercanías del Río de la Plata, navegando ya fuera de los territorios asignados a Portugal por el Tratado de Tordesillas y que emprendó el viaje de vuelta el 13 de febrero. Arribaron a la costa de la actual Sierra Leona el 10 de mayo de 1502; incendiaron una de las naves, que se encontraba en pésimo estado y permanecieron en tierra por espacio de quince días. Continuaron a las islas Azores, donde llegaron a fines de julio. La flota estaba de regreso en Portugal más de dos años después de haber partido, el 7 de septiembre de 1502.